# Mesosa kirishimana
Mesosa kirishimana är en skalbaggsart som beskrevs av Masaki Matsushita 1943. Mesosa kirishimana ingår i släktet Mesosa och familjen långhorningar. Inga underarter finns listade i Catalogue of Life.